# 望遠鏡 (馬格利特)
望遠鏡是比利時超現實主義畫家雷內·馬格利特於1963年的油畫畫作。

## 簡介
畫作描繪了房間內的窗子，窗玻璃中的景象為藍天、白雲、大海。右側的窗略為打開，露出背後一片漆黑，並斷開了藍天和大海的景象。
其法語標題是指一種單筒望遠鏡。

## 其他解讀
另外的一種意見認為畫作標題應譯作鏡子（Looking Glass），並指馬格利特是引用路易斯·卡羅所著的《愛麗絲鏡中奇遇》的典故。這亦是他所繪《Alice au pays des merveilles》及《L'Empire des lumières》以外另一幅引用此作者著作的油畫。